# Dreyse Modell 1907
Das Dreyse-Modell 1907 (kurz: Dreyse M1907 oder Dreyse 07) ist eine halbautomatische Pistole, die von Louis Schmeisser entworfen wurde. Die Pistole wurde nach Nikolaus von Dreyse benannt, dem Konstrukteur des Dreyse Zündnadelgewehrs.

## Herstellung
Die Waffenfabrik von Dreyse in Sömmerda wurde 1901 von der Rheinischen Metallwaaren & Maschinenfabrik erworben, die dort entwickelten Pistolen aber weiter unter dem Namen Dreyse vermarktet. Es gibt auch eine 6,35 mm Taschenversion (auch als Modell 1907). Im Jahr 1912 entstand das Dreyse Modell 1912 für 9 mm Parabellum als Nachfolger der Pistole. Die Hauptproduktionszeit war von 1907 bis 1915. 1919 wurden die letzten Pistolen hergestellt, dann verbot der Versailler Vertrag die Herstellung der Waffen.

## Varianten
Frühe Dreyse Modell 1907 tragen die Markierung „DREYSE Rheinische Metallwaaren- & Maschinenfabrik ABT. SÖMMERDA“ auf der linken Seite des Gehäuses, die Griffschalen sind mit dem „RMF“-Logo versehen. Spätere Pistolen tragen nur noch die Markierung „DREYSE RHEINMETALL ABT. SÖMMERDA“.

## Nutzer
Militärische Nutzer waren im Ersten Weltkrieg sowohl das Deutsche Kaiserreich als auch Österreich-Ungarn. 1915 wurden etwa 100.000 dieser Pistolen vom deutschen Militär beschafft und an rückwärtige Dienste und Truppenteile in der Heimat ausgegeben, um den Mangel an Pistolen 08 zu lindern. Auch Österreich-Ungarn kaufte im Ersten Weltkrieg Dreyse-Pistolen für sein Militär an. Im Zweiten Weltkrieg wurde die Pistole durch die Wehrmacht genutzt, zuletzt auch durch den Volkssturm.
Die Pistole Dreyse Modell 1907 war aber vor allem eine beliebte Waffe der Polizei, die schon 1910 bei der königlich-sächsischen Gendarmerie und dem Polizeipräsidium Berlin eingeführt wurde. In den zwanziger Jahren gehörte die Pistole zur Standardausrüstung der preußischen Polizei und war auch während des Zweiten Weltkriegs im Polizeidienst. Selbst nach 1950 wurde die Dreyse 07 noch bei der Volkspolizei der DDR verwendet.
Im Jahr 1912 erwarb auch die päpstliche Schweizer Garde dreißig dieser Pistolen für die Verwendung durch Offiziere und Unteroffiziere. Sie blieben bis 1990 im Dienst.